# Emploi de travailleurs étrangers en Belgique
D'après le service public fédéral économie et une étude statistique de Liesbet Okkerse de l'Université d'Anvers et d'Anja Termote quelque 350 000 travailleurs de nationalité étrangère sont actifs sur le marché de l’emploi belge. Ils représentent quelque 8 % de la population active totale.

## Principe
Pour pouvoir travailler en Belgique, les travailleurs étrangers doivent être en possession d'un permis de travail valable. Cette condition ne s'applique pas aux ressortissants d'un État membre de l'Espace économique européen ni à certaines catégories de travailleurs. Les employeurs belges doivent demander une autorisation d'occupation et un permis de travail B s'ils veulent occuper un travailleur étranger (sauf si ce dernier possède déjà un permis de travail A ou permis de travail C). Sur la base de cette autorisation d'occupation, l'étranger peut également demander un visa.
Les travailleurs actifs comme travailleurs indépendants doivent eux posséder une carte professionnelle.

## Base légale
- Loi du 30 avril 1999[2] relative à l'occupation des travailleurs étrangers (Moniteur belge du 21 mai 1999);
- Arrêté royal du 9 juin 1999[3] portant exécution de la loi du 30 avril 1999 relative à l'occupation des travailleurs étrangers (Moniteur belge du 26 juin 1999).